# 수도권 전철 경춘선
수도권 전철 경춘선(首都圈 電鐵 京春線)은 경춘선을 중심으로 운행한 수도권 전철의 운행 계통이다. 중앙선 청량리역 및 상봉역과 경춘선 춘천역 구간을 운행한다. 평일 하루 2회는 경춘선 구간을 벗어나 망우선을 경유해 광운대역까지 운행하기도 한다. 노선 안내에 사용된 색상은 ● 청록색이다. 통행 방향은 어디서든 좌측통행이다.

## 역사
- 2010년 12월 21일 : 상봉역 ~ 춘천역 간 경춘선 복선 전철 준공으로 광역철도 경춘선 운행 개시
- 2011년 6월 20일 : 사릉역 급행 열차 정차 개시[1]
- 2011년 8월 1일 : 청평역, 강촌역 주말 급행정차 주중으로 확대
- 2012년 2월 27일 : 급행열차 마지막 운행. 이는 이튿날 운행을 개시한 ITX-청춘으로 대체되었다.
- 2012년 12월 15일 : 별내역 개업
- 2013년 11월 4일 : 하루 편도 4편 광운대역까지 연장 운행
- 2013년 11월 30일 : 천마산역 개업
- 2013년 12월 28일 : 신내역 개업
- 2016년 9월 26일 : 청량리역 연장, 상행 10회, 하행 10회 운행[2]
- 2017년 1월 31일 : ITX 청춘 5회 운행 중지 및 청량리 - 춘천간 5회 급행 신설[3]
- 2017년 12월 15일 ~ 2018년 3월 22일 : 2018 평창 동계 올림픽 개최 기간에 맞추어 청량리 ~ 상봉 구간 한시적 운행 중단
- 2018년 3월 23일 : 청량리 ~ 상봉 구간 운행 재개
- 2020년 3월 2일 : 갈매역, 별내역 급행정차

## 운영
- 수도권 전철 전동차가 상봉역에서 출발하여 15~30분 간격으로 운행되며, 이 중 편도 10회, 왕복 20회는 청량리역까지 운행 및 시종착한다.
- 청량리역 시종착 열차는 ITX-청춘과 유사하게 청량리역에서 상봉역 진입 직전까지 수도권 전철 경의·중앙선과 선로를 공유한다.
- 망우선 개량과 함께 2013년 11월 4일부터 평일 출퇴근시간대에 한해 수도권 전철 전동차 중 편도 2회, 왕복 4회로 광운대역 착발이 운행되고 있다.[4]

## 차량
- 한국철도공사 321000호대 전동차, 한국철도공사 331000호대 전동차 (● 수도권 전철 경의·중앙선 공용구간: 청량리 - 망우 구간에만 경의중앙선 소속으로 운행, 2023년 331×08편성이 임시 차출된 바 있음)
- 한국철도공사 361000호대 전동차
- 한국철도공사 368000호대 전동차 (ITX-청춘)

## 역 목록

### 본선(경춘선)
- ● 수도권 전철 경의·중앙선 색으로 칠해진 구간(청량리-망우)은 중앙선과 선로를 공유한다.

| 역 번호 | 역명     | 로마자 역명       | 한자 역명 | 급행 | 접속 노선                                                                                      | 역간 거리 | 영업 거리 | 소재지         | 소재지   | 비고                          | 비고 |
| ------- | -------- | ----------------- | --------- | ---- | ---------------------------------------------------------------------------------------------- | --------- | --------- | -------------- | -------- | ----------------------------- | ---- |
| K117    | 청량리   | Cheongnyangni     | 淸凉里    | ●    | ● 수도권 전철 1호선 ● 수도권 전철 경의·중앙선 ● 수도권 전철 수인·분당선 (일부) 경원선 중앙선   | -         | 0.0       | 서울특별시     | 동대문구 | 수 도 권 통 합 요 금 제 구 간 |      |
| K118    | 회기     | Hoegi             | 回基      | ●    | ● 수도권 전철 1호선                                                                            | 1.4       | 1.4       | 서울특별시     | 동대문구 | 수 도 권 통 합 요 금 제 구 간 |      |
| K119    | 중랑     | Jungnang          | 中浪      | ｜   |                                                                                                | 1.8       | 3.2       | 서울특별시     | 중랑구   | 수 도 권 통 합 요 금 제 구 간 |      |
| K120    | 상봉     | Sangbong          | 上鳳      | ●    | ● 수도권 전철 경춘선 (광운대행 평일 일부) ● 수도권 전철 경의·중앙선 ● 서울 지하철 7호선 중앙선 | 0.8       | 4.0       | 서울특별시     | 중랑구   | 수 도 권 통 합 요 금 제 구 간 |      |
| K121    | 망우     | Mangu             | 忘憂      | ｜   | ● 수도권 전철 경의·중앙선 중앙선                                                               | 0.6       | 4.6       | 서울특별시     | 중랑구   | 수 도 권 통 합 요 금 제 구 간 |      |
| P122    | 신내     | Sinnae            | 新內      | ｜   | ● 서울 지하철 6호선                                                                            | 2.1       | 6.7       | 서울특별시     | 중랑구   | 수 도 권 통 합 요 금 제 구 간 |      |
| P123    | 갈매     | Galmae            | 葛梅      | ●    |                                                                                                | 2.6       | 11.4      | 경기도         | 구리시   | 수 도 권 통 합 요 금 제 구 간 |      |
| P124    | 별내     | Byeollae          | 別內      | ●    | ● 수도권 전철 8호선                                                                            | 1.4       | 17.5      | 경기도         | 남양주시 | 수 도 권 통 합 요 금 제 구 간 |      |
| P125    | 퇴계원   | Toegyewon         | 退溪院    | ●    |                                                                                                | 1.6       | 25.2      | 경기도         | 남양주시 | 수 도 권 통 합 요 금 제 구 간 |      |
| P126    | 왕숙     | Wangsuk           | 王宿      | ●    |                                                                                                | 2. 5      | 31. 1     | 경기도         | 남양주시 | 수 도 권 통 합 요 금 제 구 간 |      |
| P127    | 사릉     | Sareung           | 思陵      | ●    |                                                                                                | 3.3       | 36.2      | 경기도         | 남양주시 | 수 도 권 통 합 요 금 제 구 간 |      |
| P128    | 금곡     | Geumgok           | 金谷      | ｜   |                                                                                                | 3.6       | 39.8      | 경기도         | 남양주시 | 수 도 권 통 합 요 금 제 구 간 |      |
| P129    | 평내호평 | PyeongnaeHopyeong | 坪內好坪  | ●    |                                                                                                | 4.0       | 43.8      | 경기도         | 남양주시 | 수 도 권 통 합 요 금 제 구 간 |      |
| P130    | 천마산   | Cheonmasan        | 天摩山    | ｜   |                                                                                                | 4.2       | 48.0      | 경기도         | 남양주시 | 수 도 권 통 합 요 금 제 구 간 |      |
| P131    | 마석     | Maseok            | 磨石      | ●    |                                                                                                | 2.2       | 50.2      | 경기도         |          | 수 도 권 통 합 요 금 제 구 간 |      |
| P132    | 대성리   | Daeseong-ri       | 大成里    | ｜   |                                                                                                | 7.4       | 57.6      | 경기도         | 가평군   | 수 도 권 통 합 요 금 제 구 간 |      |
| P133    | 청평     | Cheongpyeong      | 淸平      | ●    |                                                                                                | 7.5       | 65.1      | 경기도         | 가평군   | 수 도 권 통 합 요 금 제 구 간 |      |
| P134    | 상천     | Sangcheon         | 上泉      | ｜   |                                                                                                | 4.8       | 69.9      | 경기도         | 가평군   | 수 도 권 통 합 요 금 제 구 간 |      |
| P135    | 가평     | Gapyeong          | 加平      | ●    |                                                                                                | 7.1       | 77.0      |                | 가평군   |                               |      |
| P136    | 굴봉산   | Gulbongsan        | 屈峰山    |      |                                                                                                | 4.7       | 81.7      | 강원특별자치도 | 춘천시   | 수 도 권 외 구 간             |      |
| P137    | 백양리   | Baegyang-ri       | 白楊里    | ｜   |                                                                                                | 2.9       | 84.6      | 강원특별자치도 | 춘천시   | 수 도 권 외 구 간             |      |
| P138    | 강촌     | Gangchon          | 江村      | ●    |                                                                                                | 5.3       | 89.9      | 강원특별자치도 | 춘천시   | 수 도 권 외 구 간             |      |
| P139    | 김유정   | Gimyujeong        | 金裕貞    | ｜   |                                                                                                | 7.4       | 97.3      | 강원특별자치도 | 춘천시   | 수 도 권 외 구 간             |      |
| P140    | 남춘천   | Namchuncheon      | 南春川    | ●    |                                                                                                | 5.9       | 103.2     | 강원특별자치도 | 춘천시   | 수 도 권 외 구 간             |      |
| P141    | 춘천     | Chuncheon         | 春川      | ●    |                                                                                                | 2.7       | 105.9     | 강원특별자치도 | 춘천시   | 수 도 권 외 구 간             |      |

### 광운대 ~ 상봉 구간
| 역 번호       | 역명   | 로마자 역명  | 한자 역명 | 접속 노선                                                                            | 역간 거리 | 영업 거리 | 소재지     | 소재지 |
| ------------- | ------ | ------------ | --------- | ------------------------------------------------------------------------------------ | --------- | --------- | ---------- | ------ |
| 119           | 광운대 | Kwangwoondae | 光云大    | ● 수도권 전철 1호선                                                                  | -         | 0.0       | 서울특별시 | 노원구 |
| K120          | 상봉   | Sangbong     | 上鳳      | ● 수도권 전철 경춘선 (청량리행) ● 수도권 전철 경의·중앙선 ● 서울 지하철 7호선 중앙선 | 4.3       | 4.3       | 서울특별시 | 중랑구 |
| ↓ 춘천역 방면 |        |              |           |                                                                                      |           |           |            |        |